# Northbrook-Insel
Die Northbrook-Insel (russisch Остров Нортбрук, Ostrow Nortbruk) ist eine der südlichsten und am besten von See aus zugänglichen Inseln des zu Russland gehörenden Franz-Josef-Lands im Arktischen Ozean. Sie war daher Ausgangspunkt zahlreicher Polarexpeditionen.

## Geographie

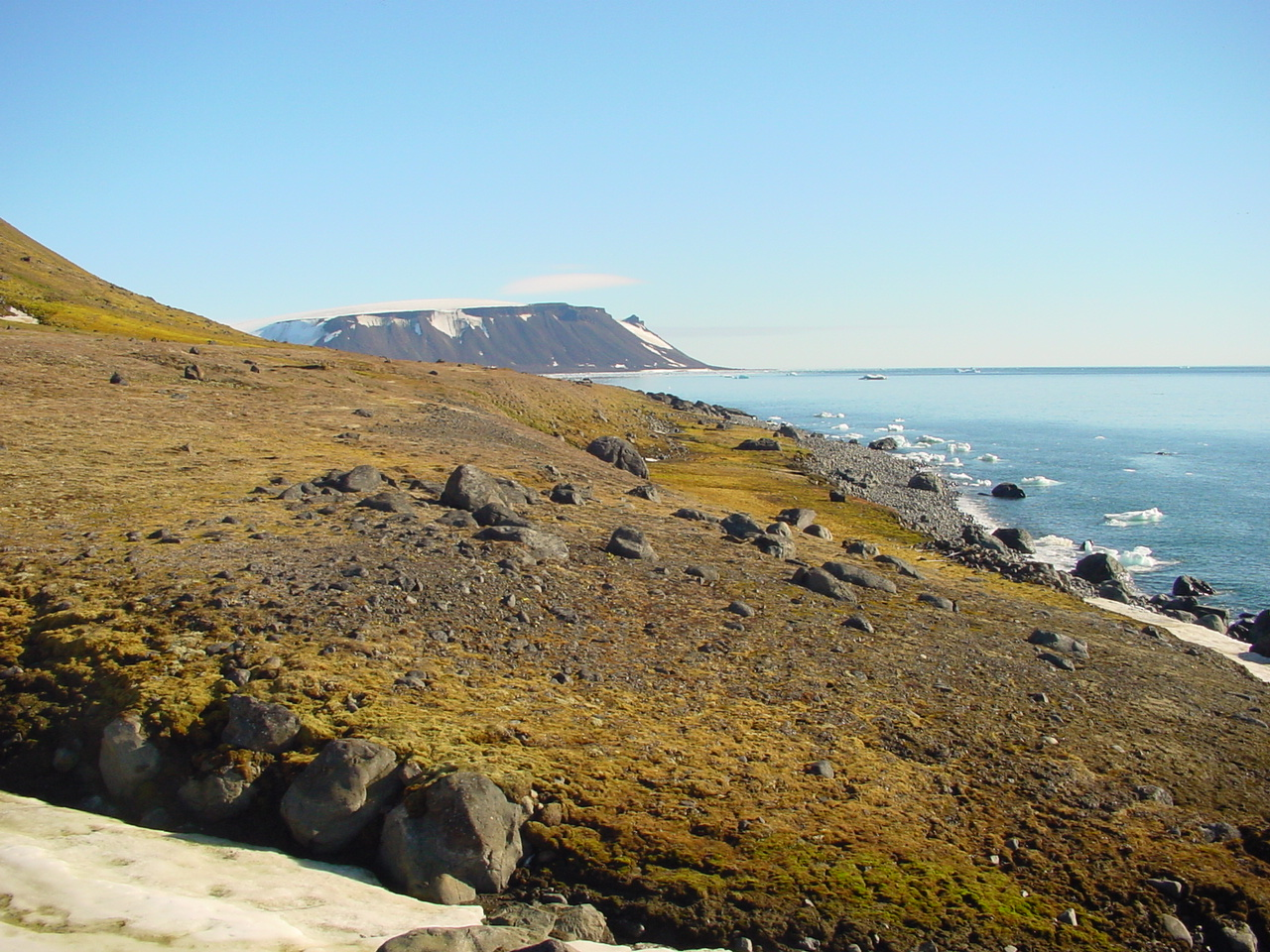
Küste der Northbrook-Insel

Die Northbrook-Insel liegt auf dem 80. nördlichen Breitengrad und ist eine der kleineren Inseln des Franz-Josef-Lands. Ihre Fläche wurde 1998 mit knapp 289 km² angegeben. Seitdem sind aber größere Teile ihrer Eiskappe abgeschmolzen, und das Gebiet um Kap Flora, das seit 2008 Juri-Kutschiew-Insel heißt, ist vom Rest der Insel durch einen seichten Sund getrennt. Die Northbrook-Insel ist von nahezu dreieckiger Form mit Seiten von etwa 25 km Länge; ihr höchster Punkt wird mit 344 Metern über dem Meer angegeben. Sie ist aber weiterhin überwiegend vergletschert. Nur einige Küstenstreifen sind im Sommer schneefrei.

## Geschichte
Die Insel wurde vermutlich schon 1879 durch eine niederländische Expedition unter A. de Bruyne von der Willem Barents aus gesichtet, jedoch ohne sich der Insel zu nähern.
Als gesichert gilt die Entdeckung der Insel vom 14. August 1880 durch den britischen Polarforscher Benjamin Leigh Smith auf dessen vierter Polarfahrt. Sie wurde nach Thomas Baring, 1. Earl of Northbrook (1826–1904), einem britischen Politiker und späteren Präsidenten der Royal Geographical Society, benannt. Am 21. August 1881 strandete Smith während seiner fünften und letzten Polarfahrt an Kap Flora im äußersten Südwesten der Insel, konnte sich aber mit Beibooten nach Nowaja Semlja retten.
Am 17. Juni 1896 traf, ebenfalls am Kap Flora, der norwegische Polarforscher Fridtjof Nansen nach seinem gescheiterten Versuch den Nordpol zu erreichen auf das Basislager der Jackson-Harmsworth-Expedition unter Leitung des britischen Polarforschers Frederick George Jackson. Die Nordspitze der Insel, Kap Bruce, wurde nach William Speirs Bruce, Teilnehmer dieser Expedition, benannt.
Einige Teilnehmer der Fiala-Ziegler-Expedition mussten 1904–1905 auf der Insel überwintern, nachdem ihr Schiff America nahe der Rudolf-Insel gesunken war.
1914 endete am Kap Flora die monatelange Odyssee der beiden einzigen Überlebenden der 1912 gestarteten, russischen Brussilow-Expedition, Navigator Walerian Albanow und Matrose Alexander Konrad. Sie wurden im Rahmen einer weiteren Polarexpedition unter Georgi Jakowlewitsch Sedow gefunden und gerettet.